# Gina Burileanu
Gina Burileanu (ur. ok. 1909) – rumuńska cyklistka i podróżniczka.
Była córką marynarza. Wcześnie osierocona przez matkę, ukończyła liceum w Bukareszcie, a następnie pracowała dorywczo jako korepetytorka i urzędniczka. W czasie pobytu w Klużu nauczyła się jeździć na rowerze. W latach 1927-1929 odbyła jako pierwsza kobieta samotnie podróż rowerem dookoła Europy. W trakcie podróży przebyła 20 000 km i odwiedziła Polskę, Węgry, Czechosłowacje, Łotwę, Estonię, Finlandię, Szwecję, Danię, Niemcy, Belgię, Francję, Hiszpanię, Włochy, Grecję i Turcję. Powróciła do ojczyzny przez port w Konstancy, gdzie musiała odbyć kwarantannę. W 1938 nakładem wydawnictwa Muntenia ukazały się w Bukareszcie wspomnienia podróżniczki: O călătorie cu bicicleta (Podróż na rowerze).